# Șișkovți, Kiustendil
Șișkovți (în bulgară Шишковци) este un sat în comuna Kiustendil, regiunea Kiustendil,  Bulgaria. 

## Demografie
Componența etnică a satului Șișkovți
     Bulgari (98,47%)
     Nicio identificare (0,95%)
     Altele (0,57%)
La recensământul din 2011, populația satului Șișkovți era de 526 locuitori. Din punct de vedere etnic, majoritatea locuitorilor (98,47%) erau bulgari. Pentru 0,95% din locuitori nu este cunoscută apartenența etnică.